# Öggestorp
Öggestorp är en tätort i Jönköpings kommun i Jönköpings län, kyrkby i Öggestorps socken. Vid infarten till samhället ligger Öggestorps kyrka. 

## Befolkningsutveckling
| Befolkningsutvecklingen i Öggestorp 1990–2020 | Befolkningsutvecklingen i Öggestorp 1990–2020 | Befolkningsutvecklingen i Öggestorp 1990–2020 | Befolkningsutvecklingen i Öggestorp 1990–2020 | Befolkningsutvecklingen i Öggestorp 1990–2020 |
| --------------------------------------------- | --------------------------------------------- | --------------------------------------------- | --------------------------------------------- | --------------------------------------------- |
|                                               |                                               |                                               |                                               |                                               |
| År                                            |                                               |                                               | Folkmängd                                     | Areal (ha)                                    |
| 1990                                          | 1990                                          |                                               | 231                                           | 29                                            |
| 1995                                          | 1995                                          |                                               | 244                                           | 29                                            |
| 2000                                          | 2000                                          |                                               | 235                                           | 29                                            |
| 2005                                          | 2005                                          |                                               | 227                                           | 30                                            |
| 2010                                          | 2010                                          |                                               | 212                                           | 31                                            |
| 2015                                          | 2015                                          |                                               | 238                                           | 39                                            |
| 2020                                          | 2020                                          |                                               | 245                                           | 40                                            |
| Anm.: Ny tätort 1990                          |                                               |                                               |                                               |                                               |